# Sărmașu
Sărmașu (Nagysármás en hongrois, Sarmen en allemand) est une ville roumaine du județ de Mureș, dans la région historique de Transylvanie et dans la région de développement du Centre.

## Géographie
La ville de Sărmașu est située dans le nord-ouest du județ, dans la plaine de Transylvanie (Câmpie Transilvaniei), au bord du Pârâul de Câmpie, affluent du Mureș, à la limite avec le județ de Cluj et celui Bistrița-Năsăud, à 40 km au nord-ouest de Târgu Mureș, le chef-lieu du județ.
La municipalité est composée de la ville de Sărmașu et des sept villages suivants (population en 2002) :
- Balda (1 256) ;
- Larga (72) ;
- Moruț (106) ;
- Sărmășel (817) ;
- Sărmășel-Gară (763) ;
- Sărmașu (3 877), siège de la municipalité ;
- Titiana (39) ;
- Vișinelu (563).

## Histoire
La première mention écrite de la ville date de 1329 dans un document de la cour du roi Charles Robert de Hongrie dans lequel elle est citée dans la liste des terres données à Ștefan Pojany. Elle apparaît de nouveau en 1348 dans un acte de donation à la famille Juc de la part du roi Louis Ier de Hongrie sous le nom de Terra Nobilium de Swk Sarmas.
La ville de Sărmașu a appartenu au royaume de Hongrie, puis à l'empire d'Autriche et à l'Empire austro-hongrois.
En 1876, lors de la réorganisation administrative de la Transylvanie, Sărmașu a été rattachée au comitat de Cluj (Kolozs).
C'est sur le territoire communal qu'a eu lieu en 1914 une des premières exploitations de gaz méthane en Europe après sa découverte en 1908.
La ville de Sărmașu a rejoint la Roumanie en 1920, au traité de Trianon, lors de la désagrégation de l'Autriche-Hongrie. La ville est restée roumaine en 1940 mais, lorsque la Roumanie a rejoint le camp allié en 1944, elle a été occupée par la Hongrie le 5 septembre 1944. Le 16 septembre, 126 Juifs et 39 Roumains de la ville furent massacrés par les fascistes hongrois et des sympathisants locaux ((en) massacre de Sărmașu).
Elle a appartenu au județ de Cluj jusqu'en 1968 où elle a rejoint le județ de Mureș. Elle a obtenu le statut de ville en 2003.

## Politique
Le Conseil Municipal de Sărmașu compte 15 sièges de conseillers municipaux. À l'issue des élections municipales de juin 2008, Ioan Mocean (PNL) a été élu maire de la Ville.
| Parti                                      | Nombre de conseillers |
| ------------------------------------------ | --------------------- |
| Parti national libéral (PNL)               | 7                     |
| Union démocrate magyare de Roumanie (UDMR) | 3                     |
| Parti social-démocrate (PSD)               | 3                     |
| Parti démocrate-libéral (PD-L)             | 2                     |

## Religions
En 2002, la composition religieuse de la ville était la suivante :
- Chrétiens orthodoxes, 71,26 % ;
- Réformés, 19,07 % ;
- Adventistes du septième jour, 6,00 % ;
- Catholiques romains, 1,90 %.

## Démographie
la ville a toujours eu une majorité roumaine.
En 1900, la ville comptait 2 697 Roumains (61,44 %) et 1 624 Hongrois (36,99 %).
En 1930, on recensait 3 426 Roumains (57,89 %), 2 034 Hongrois (34,37 %), 214 Juifs (3,62 %) et 204 Tsiganes (3,45 %).
En 2002, 5 086 Roumains (67,87 %) côtoient 1 820 Hongrois (24,28 %) et 577 Tsiganes (7,70 %). La ville comptait à cette date 2 578 ménages et 2 524 logements.
Sărmașu a atteint sa population maximale en 1966 avec 8 867 habitants.
| 1850  | 1880  | 1900  | 1910  | 1930  | 1956  | 1977  | 1992  | 2002  |
| ----- | ----- | ----- | ----- | ----- | ----- | ----- | ----- | ----- |
| 2 274 | 2 079 | 3 661 | 4 390 | 5 918 | 8 204 | 8 439 | 7 206 | 7 493 |

| 2007  | - | - | - | - | - | - | - | - |
| ----- | - | - | - | - | - | - | - | - |
| 7 581 | - | - | - | - | - | - | - | - |

## Économie
L'économie de la ville repose sur l'agriculture, l'élevage, l'exploitation des forêts ainsi que la transformation du bois. Le gisement de gaz méthane est toujours en exploitation.

## Communications

### Routes
La ville est reliée par la route régionale DJ151 à Luduș et elle se trouve à quelques kilomètres de la route nationale DN16 Reghin-Cluj-Napoca.

### Voies ferrées
Sărmașu est située sur la ligne de chemin de fer Luduș-Bistrița.

## Lieux et monuments
- Vișinelu, église en bois transformée en musée.
- Sărmașu, église en bois des Saints Archanges (Sf Arhangeli Mihail și Gavriil) de 1692 avec des peintures de 1781.

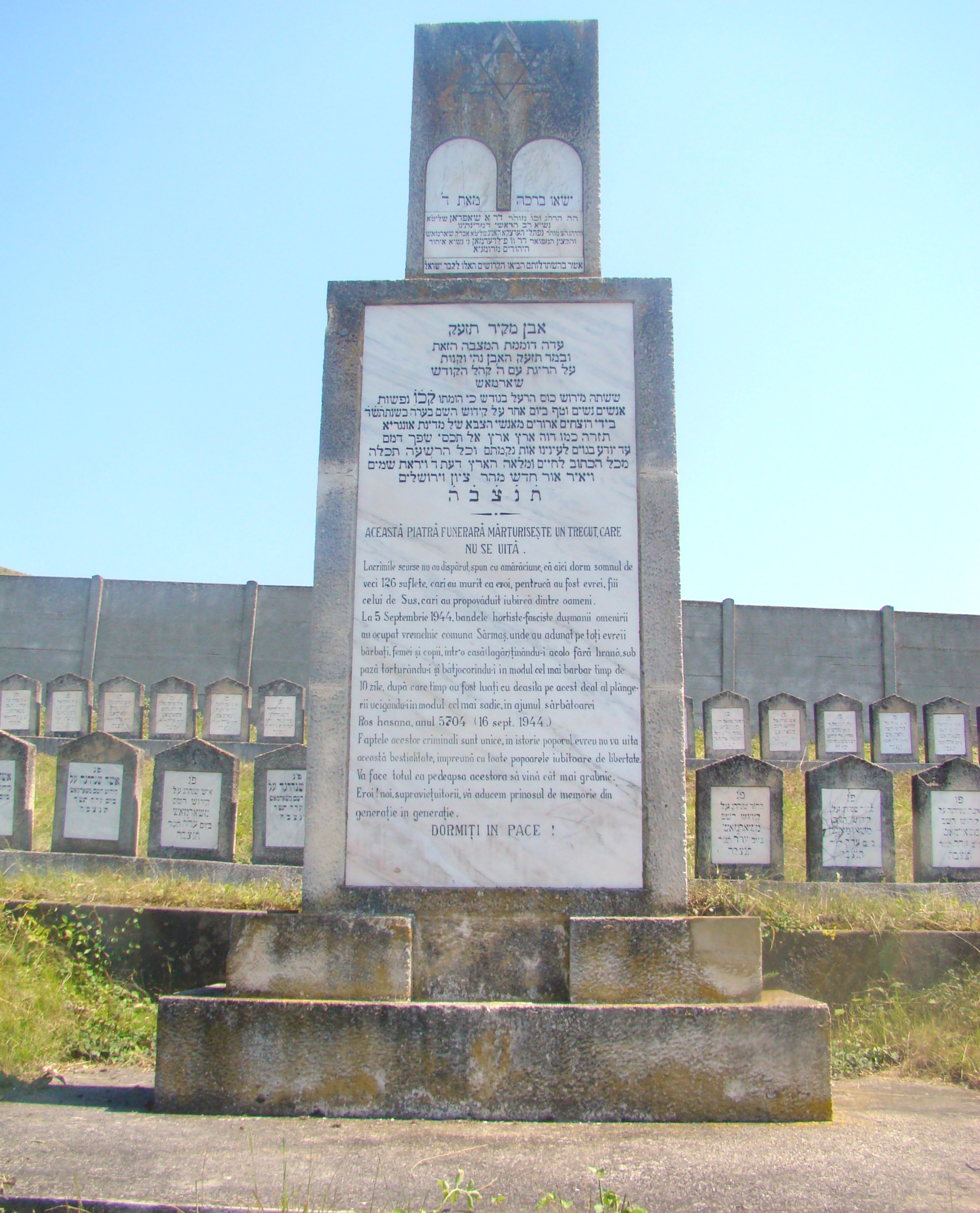
Monument dédié aux victimes du massacre de Sărmașu.
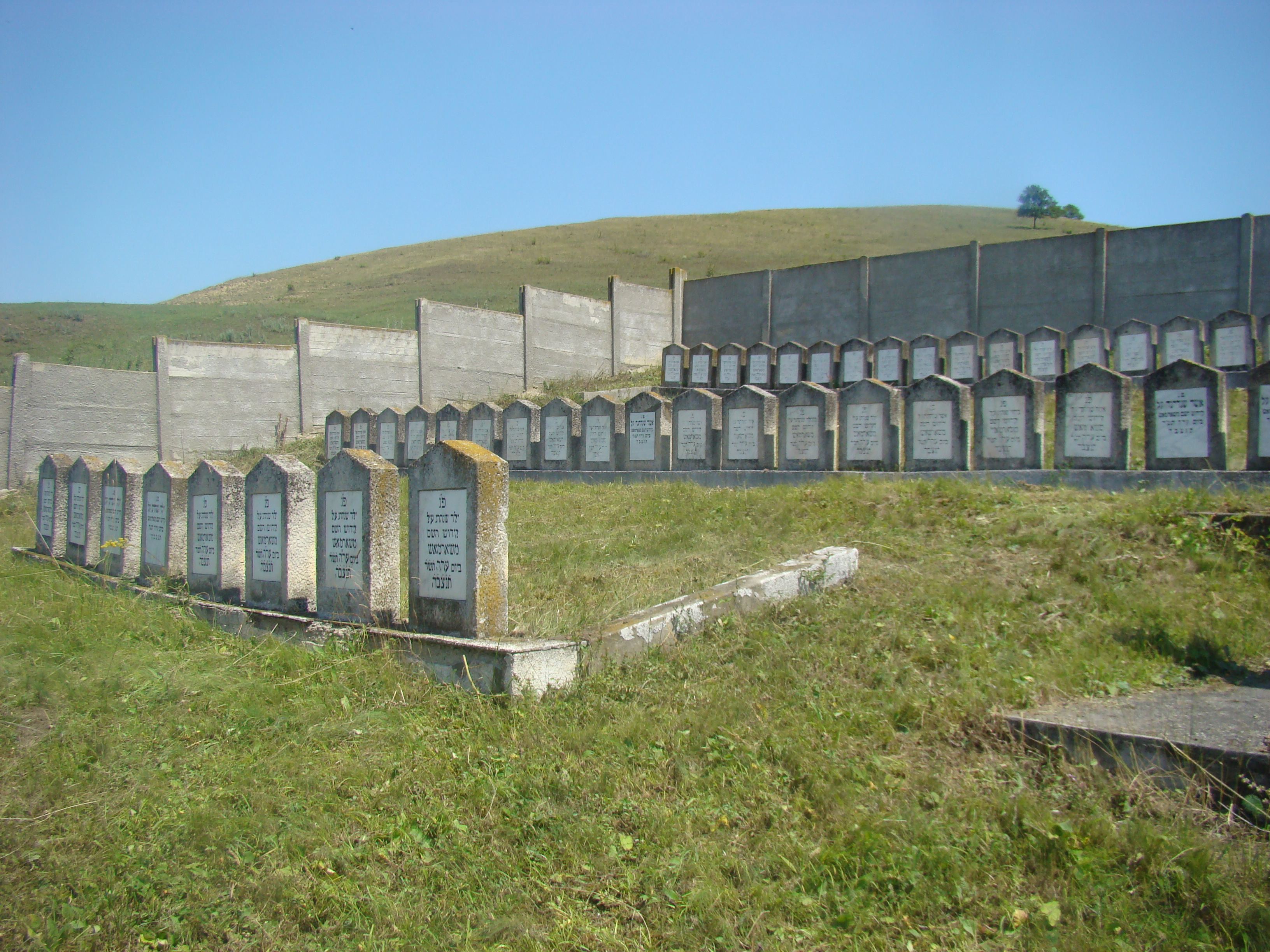
Tombes des victimes du massacre de Sărmașu.

- Monument dédié aux victimes du massacre de Sărmașu.
- Tombes des victimes du massacre de Sărmașu.